# 安迪·赫茲菲爾德
安迪·赫茲菲爾德（英語：Andy Hertzfeld，1953年4月6日—），美國電腦科學家與程式員，是麥金塔電腦開發小組最早的成員之一。現服務於Google，曾參與Google+的開發工作。

## 生平
1975年，畢業於布朗大學，主修電腦科學，隨後進入柏克萊加州大學研究所就讀。1978年，他買下他的第一台Apple II電腦，並開始在上面開發程式。1979年，進入蘋果電腦，擔任系統軟體工程師。
1981年2月，因為他個人的意願，在Apple II部門的同意後，史蒂夫·賈伯斯將他調往已成立兩年的麥金塔電腦開發小組。他成為Mac OS的主要軟體架構師。
1984年從蘋果公司離職後，曾參與三間新創公司的創業。
2004年，創立網站folklore.org。
2005年8月，加入Google公司。他是Google+使用介面的主要架構設計師。

## 流行文化
2013年電影《賈伯斯》（Jobs）中，由艾登·韓森飾演赫茲菲爾德。2015年電影《史帝夫·賈伯斯》（Steve Jobs），由麥可·斯圖巴飾演他。